# Club América
Club de Fútbol América S.A. de C.V., kurz Club América, ist ein mexikanischer Fußballverein in Mexiko-Stadt, der in der höchsten Liga des Landes, der Liga MX, aktiv ist. Er trägt seine Heimspiele im Aztekenstadion aus. Der Club América ist Rekordsieger der CONCACAF Champions League und mexikanischer Rekordmeister. Sein traditioneller Erzrivale ist Deportivo Guadalajara, gegen den der Súper Clásico del Fútbol Mexicano ausgetragen wird. Aber auch die Stadtderbys gegen den CD Cruz Azul, mit dem der Clásico Joven ausgetragen wird, und die ebenfalls im Bezirk Coyoacán beheimateten UNAM Pumas, mit denen es um die Vorherrschaft im Clásico Capitalino geht, sind von großer Bedeutung.

## Geschichte
Fußball in Mexiko entwickelte sich zunächst durch die eingewanderten oder vorübergehend dort tätigen Engländer: in Kirchengemeinden, Arbeitsstellen und Schulen. Aus diesem Umfeld entstand auch der Club América.
Unter der Führung der beiden Cousins Rafael Garza Gutiérrez und Germán Núñez Cortina entschied sich 1916 eine Gruppe von Studenten des Colegio Mascarones, eine Fußballmannschaft auf die Beine zu stellen, die den Namen Récord erhielt. Im selben Jahr entstand auch im Colegio marista de La Perpetua, der religiös geprägten Maristenschule von La Perpetua, eine Fußballmannschaft namens Colón, der es allerdings nur selten gelang, die vorgeschriebene Stärke von elf Spielern zu erreichen.
Bereits wenige Monate später bündelten diese beiden Teams ihre Kräfte und schlossen sich zusammen. Weil die Fusion sich ausgerechnet am 12. Oktober 1916, dem Jahrestag der Entdeckung Amerikas, ereignet hatte, schlug das Gründungsmitglied Pedro „Cheto“ Quintanilla vor, den Verein Club América zu nennen. Derselbe Spieler hat auch das Vereinswappen entworfen. Die ursprünglich gewählten Vereinsfarben waren blau und creme, wodurch die lange gebrauchten Spitznamen azulcremas bzw. cremas zu erklären sind. Die wenig anziehende Bezeichnung cremas wurde 1981 offiziell durch den noch heute gültigen Spitznamen Las Águilas ‚die Adler‘ ersetzt. So ist denn auch ein lebender Adler das Maskottchen des Vereins. Bei Heimspielen lässt der Verein sein Maskottchen vor dem Anstoß durch das weite Rund des Aztekenstadions fliegen und der dressierte Adler landet stets im Mittelkreis.
Sein Debüt in der Primera Fuerza – der seinerzeitigen Meisterschaft auf Amateurbasis – gab der Club América in der Saison 1917/18. Weil er in dieser Liga die erste Mannschaft stellte, die ausschließlich aus mexikanischen Spielern bestand, wurde der Verein trotz mäßiger sportlicher Leistungen gleich vom Publikum angenommen. Als Ironie der Geschichte darf bezeichnet werden, dass später ausgerechnet sein Erzrivale Chivas Guadalajara die Tradition hoch hielt, nur mexikanische Spieler unter Vertrag zu nehmen – und durch diese Politik zum beliebtesten Verein des Landes avancierte –, während América innerhalb von Mexiko zum Inbegriff des Clubs wurde, der sich lieber auf dem ausländischen Spielermarkt umsah als auf dem einheimischen. Bereits 1918 erfolgte die Umbenennung des Vereins in Centro Unión. Unter diesem Namen trat das Team in den nächsten beiden Spielzeiten an, ehe 1920 die Rückbenennung in América erfolgte.
Bald folgte die erste große Epoche des Vereins. In der Abschlusstabelle der Saison 1922/23 hatte América gleichauf mit dem Club España gelegen, unterlag jedoch im Entscheidungsspiel um die Meisterschaft. Doch in den folgenden Jahren sollte man es besser machen, als América zwischen 1925 und 1928 viermal in Folge Meister wurde. Danach sollte América jedoch wieder ins sportliche Mittelmaß zurückfallen und 37 lange Jahre bis zur nächsten Meisterschaft warten müssen.
Dazwischen wäre jedoch beinahe das Aus gekommen. Trotz ansehnlicher sportlicher Leistungen und einer positiven Resonanz beim Publikum plagten América finanzielle Probleme. Das Jahr 1959 markierte den absoluten Wendepunkt in ökonomischer Hinsicht. Nachdem der Industrielle Emilio Azcárraga Milmo den Verein erworben hatte und viel Geld investierte, kam es bald zu spektakulären Neuverpflichtungen ausländischer Spieler, wodurch der Verein zum „Bösewicht“ der mexikanischen Liga im Vergleich zum mit einer rein mexikanischen Mannschaft antretenden „Volksverein“ Deportivo Guadalajara wurde.
Weil sein Vater Emilio Azcárraga Viduarreta mit der Televisa S.A. den mächtigsten Medienkonzern der spanischsprachigen Welt gegründet hatte und die Leitung dieses Unternehmens nach seinem Ableben 1973 auf den América-Clubeigner Emilio Azacárraga Milmo übergegangen ist, der den Televisa-Konzern bis zu seinem Tod im Jahr 1997 mit einem kompromisslosen und autoritären Führungsstil leitete, wurde der Verein zu einem Anhängsel von Televisa, dem auch das Aztekenstadion gehört. Sein Sohn Emilio Azcárraga Jean wurde Nachfolger als Clubbesitzer.

## Historische Logos

Erstes Logo (1916)
Logo 1918–1920

## Die „beste Elf aller Zeiten“
Die mexikanische Sportzeitung Récord hat folgendes „Dreamteam“ des Club América mit den wichtigsten Spielern in der Vereinsgeschichte der Aguilas ermittelt (die Jahreszahlen in Klammern beschreiben die Vereinszugehörigkeit):
Guillermo Ochoa (2004–2011, 2019–2023) – Juan Hernández (1988–1996 sowie 1998), Alfredo Tena (1973–1991), Armando Manzo (1979–1987), Mario Pérez (1969–1978) – Cristóbal Ortega (1974–1991), Antônio Carlos Santos (1987–1994), Carlos Reinoso (1970–1979) – Luis Roberto Alves (1985–1996), Cuauhtémoc Blanco (1992–2007), Salvador Cabañas (2006–2010).

## Spieler
- Rafael Garza Gutiérrez (1916–1932)
- Octavio Vial (1937–1949)
- Vavá (1964–1967)
- François Omam-Biyik (1994–1997)
- Maurizio Gaudino (1995–1996)
- Ilie Dumitrescu (1996–1997)
- Alberto García Aspe (1997–1999)
- Pavel Pardo (1998–2006, 2009–2011)
- Iván Zamorano (2001–2002)
- Guillermo Ochoa (2003–2011, 2019–)
- Claudio López (2004–2006)
- Vicente Sanchez (2010–2011)

## Präsidenten
- 1916–1920 Florencio Domínguez Cortina
- 1920–1930 Guillermo Gómez Arzapalo
- 1930–1932 Juan de Dios Bojorges
- 1933–1933 Carlos Herrera
- 1933–1934 Antonio Hidalgo
- 1934–1937 Ernesto Sota
- 1937–1938 Germán Núñez Cortina
- 1938–1939 Salvador González de la Vega
- 1939–1940 Francisco Bautista
- 1940–1940 Filiberto Zapata
- 1940–1945 Cesar Martino
- 1945–1945 Eligio Moreno
- 1945–1947 Francisco Bautista
- 1948–1949 Antonio Hidalgo
- 1949–1949 Mario Moreno "Cantinflas"
- 1950–1954 Miguel Ramírez Vázquez
- 1954–1956 Julián Rodríguez Adame
- 1956–1959 Isaac Besudo
- 1959–1961 Darío Pastrana
- 1961–1981 Guillermo Cañedo de la Barcena
- 1981–1986 Emilio Diez Barroso
- 1996–1997 Pablo Cañedo White
- 1997–1998 Alejandro Orvañanos
- 1998–1999 Raúl Quintana
- 1999–2004 Javier Pérez Teuffer
- 2004–2008 Guillermo Cañedo White
- 2008–2011 Michel Bauer
- 2011–0000 Ricardo Peláez

## Titel
- Meister der Primera Fuerza: 4
  - 1925, 1926, 1927, 1928
- Meister der Primera División de México: 15
  - 1966, 1971, 1976, 1984, 1985, Prode 85, 1988, 1989, Sommer 2002, Clausura 2005, Clausura 2013, Apertura 2014, Apertura 2018, Apertura 2023, Clausura 2024
- Pokalsieger (Copa México): 7
  - 1938, 1954, 1955, 1964, 1965, 1974, 2019
- Supercup (Campeón de Campeones): 5
  - 1955, 1976, 1988, 1989, 2005
- CONCACAF Champions League: 7
  - 1977, 1987, 1990, 1992, 2006, 2015, 2016
- Copa Interamericana: 2
  - 1978, 1991
- Campeones Cup: 1
  - 2024

## Trivia
- Americas Spieler Carlos Garcés gilt als Erfinder des bekannten Schlachtrufes Chiquitibum.
- Seit 2016 besteht mit dem Club América Femenil auch eine Frauenfußballmannschaft des Vereins.

## Bekannte Fans
Zu den bekannten Fans des Club América zählen unter anderem:
- Chabelo, Komiker
- Alejandro González Iñárritu, Regisseur
- Juan Manuel Márquez, Boxer
- Patricia Navidad, Schauspielerin und Sängerin
- Sergio Pérez, Automobilrennfahrer
- Rey Misterio, Wrestler
- Tania Rincón, Model und Fernsehreporterin
- Manuel Valdés, Schauspieler